# Xã Tyrol, Quận Griggs, Bắc Dakota
Xã Tyrol (tiếng Anh: Tyrol Township) là một xã thuộc quận Griggs, tiểu bang Bắc Dakota, Hoa Kỳ. Năm 2010, dân số của xã này là 116 người.